# Autohaus (Fachzeitschrift)
Autohaus (Eigenschreibweise AUTOHAUS) ist eine Fachzeitschrift für Unternehmer und Führungskräfte von Automobilbetrieben. Sie wird vom Verlag Auto Business Media, einem Teil der Fachverlagsgruppe Tecvia (ehemals Springer Fachmedien München), zweimal monatlich herausgegeben. 

## Magazin, Sonderpublikationen und Veranstaltungen
Das Magazin behandelt Themen aus der gesamten Automobilwirtschaft und aus den Fachrichtungen Automobil-, Handels- und Reparaturbetriebe sowie Ersatzteil-, Zubehör- und Reifenhandel. Das Spektrum an Nachrichten reicht von Informationen zu Fachmessen, Fuhrpark- und Flottenmanagement, Gebrauchtwagenbörsen, Banken und Finanzierung bis hin zu logistischen Themen, Berufsbekleidung, Motoren, Getrieben und Werkstattsystemen. 2010 gewann die Zeitschrift den Preis der Deutschen Fachpresse als „Fachmedium des Jahres“.
Angeboten werden auch Sonderpublikationen und ein Formular- und Buchprogramm unter der Bezeichnung „Auto Business Shop“. Veranstaltet werden Motorradtouren und die Autohaus Classic Rallye. Darüber hinaus gibt es den AUTOHAUS Podcast - Wer uns hört, führt.

## Weitere Aktivitäten
Der Autohaus Pulsschlag bietet die Ergebnisse monatlicher Online-Befragungen von deutschen Automobilhändlern. Sie sollen Aufschlüsse über Entwicklungen im Automobilgewerbe geben. Autohaus Pulsschlag entsteht in Kooperation mit einem Marktforschungsinstitut.
Die AUTOHAUS Akademie richtet sich an Fach- und Führungskräfte der Automobilbranche und bietet praxisnahe Seminare, Webinare und individuelle Trainingsprogramme rund um Vertrieb, Aftersales, Management und Digitalisierung an. Ziel ist es, aktuelles Branchenwissen kompakt und anwendungsorientiert zu vermitteln. Weitere Informationen: autohaus.de/akademie
Der Onlinedienst www.autohaus.de feierte 2023 sein 25-jähriges Jubiläum und bietet täglich Nachrichten aus allen Automobilbereichen mit Bildergalerien, Videos, Branchenevents sowie Beiträgen aus den Themenbereichen Steuern, Finanzen und Recht.
Seit 2017 verleiht Autohaus jährlich gemeinsam mit dem TÜV Süd den Digital Dealer Performance Award. Analysiert werden über 14.000 Autohäusern.
AUTOHAUS next ist das Premiumportal für AUTOHAUS-Abonnenten und umfasst ePaper, Online-Kurse, Unterweisungen, Verkäufertrainings, Interviews, Händlerstimmen, Studien wie den AUTOHAUS Pulsschlag und vieles mehr.